# Belgische kampioenschappen atletiek
De Belgische kampioenschappen atletiek zijn nationale kampioenschappen outdoor voor alle categorieën senioren. Ze worden sinds 1889 jaarlijks georganiseerd onder de auspiciën van de Fédération Belge des sociétés de courses à pied. Vanaf 1896 viel de organisatie onder de Union Belge des Sociétés de Sports Athlétiques. Na de opsplitsing van deze bond in 1912 werd de Belgische Atletiekbond, later de Koninklijke Belgische Atletiekbond verantwoordelijk. Tijdens de Eerste Wereldoorlog werden de kampioenschappen niet georganiseerd. Tijdens de Tweede Wereldoorlog werden alleen in 1940 en 1944 geen kampioenschappen voor mannen gehouden.
Tussen 1923 en 1949 werden er jaarlijks aparte kampioenschappen voor vrouwen georganiseerd door de Féderation Sportive Féminine Belge d'Athlétisme. Pas vanaf 1950 mochten vrouwen zich aansluiten bij de Belgische Atletiekbond en werden de kampioenschappen voor mannen en vrouwen samen gehouden
Atleten met de Belgische nationaliteit strijden jaarlijks op de BK atletiek voor de nationale titels op diverse atletiekdisciplines. Alle loop- en technische nummers welke worden beoefend op een atletiekbaan en waarop een Belgische titel valt te behalen worden bij dit kampioenschap afgewerkt. Echter de 10.000 m de aflossingen en de meerkamp worden op een ander tijdstip verwerkt.
Naast deze kampioenschappen vinden er elk jaar ook Belgische kampioenschappen op de weg (10 km, halve marathon, hele marathon, berglopen, 100 km, 24u en snelwandelen) en voor het veldlopen plaats. Ook is er een Belgisch kampioenschap voor clubs. Verder zijn er BK's voor masters, beloften (U23), junioren (U20), scholieren (U18) en cadetten(U16).

## Lijst
| Jaar | Datum                                          | Plaats | Uitslagen |
| ---- | ---------------------------------------------- | --- | --------- |
| 1889 |                                                | Brussel (Wielerbaan Ter Kameren)                                                                                  | Uitslagen |
| 1890 |                                                | | Uitslagen |
| 1891 |                                                | | Uitslagen |
| 1892 |                                                | | Uitslagen |
| 1893 |                                                | | Uitslagen |
| 1894 |                                                | | Uitslagen |
| 1895 |                                                | | Uitslagen |
| 1896 |                                                | | Uitslagen |
| 1897 | 30 juni                                        | Anderlecht (Wielerbaan Brussel-Zuid)                                                                              | Uitslagen |
| 1898 | 9 oktober                                      | Brussel (Jubelpark)                                                                                               | Uitslagen |
| 1899 | 11 juni                                        | Brussel (Jubelpark)                                                                                               | Uitslagen |
| 1900 | 1 juli                                         | Vorst (United SC)                                                                                                 | Uitslagen |
| 1901 |                                                | | Uitslagen |
| 1902 |                                                | | Uitslagen |
| 1903 | 7 augustus                                     | Brussel (Wielerbaan Ter Kameren)                                                                                  | Uitslagen |
| 1904 | 3 juli                                         | Brussel (Wielerbaan Ter Kameren)                                                                                  | Uitslagen |
| 1905 | 25 juni                                        | Brussel (Wielerbaan Ter Kameren)                                                                                  | Uitslagen |
| 1906 | 1 juli                                         | Brussel | Uitslagen |
| 1907 | 7 juli                                         | Ukkel (Leopold Club)                                                                                              | Uitslagen |
| 1908 | 2 augustus                                     | Ukkel (Leopold Club)                                                                                              | Uitslagen |
| 1909 | 27 juni                                        | Ukkel (De Ganzenvijver)                                                                                           | Uitslagen |
| 1910 | 19 juni                                        | Vorst (Excelsior)                                                                                                 | Uitslagen |
| 1911 | 25 juni                                        | Ukkel (Leopold Club)                                                                                              | Uitslagen |
| 1912 | 30 juni                                        | Ukkel (De Ganzenvijver)                                                                                           | Uitslagen |
| 1913 | 29 juni                                        | Gent | Uitslagen |
| 1914 | 28 juni                                        | Antwerpen (Beerschot)                                                                                             | Uitslagen |
| 1919 | 3 augustus                                     | Brussel | Uitslagen |
| 1920 | 27 juni                                        | Antwerpen (Olympisch Stadion)                                                                                     | Uitslagen |
| 1921 | 3 juli 10 juli                                 | Sint-Jans-Molenbeek (Oscar Bossaertstadion) Vorst (Dudenpark)                                                     | Uitslagen |
| 1922 | 18 juni 25 juni                                | Gentbrugge (Jules Ottenstadion)                                                                                   | Uitslagen |
| 1923 | 3 juni 17 juni                                 | Luik (Rocourt) Ukkel (Ganzevijver)                                                                                | Uitslagen |
| 1924 | ? 1 juni                                       | Schaarbeek | Uitslagen |
| 1925 |                                                | | Uitslagen |
| 1926 |                                                | | Uitslagen |
| 1927 | 10 juli 17 juli 21 juli (V)                    | Antwerpen (Olympisch Stadion) Schaarbeek (Chazal Stadion) Ukkel                                                   | Uitslagen |
| 1928 | 30 juni 8 juli 1 juli (V)                      | Ukkel (De Ganzenvijver) Antwerpen (Olympisch Stadion) Woluwepark                                                  | Uitslagen |
| 1929 | 14 juli 21 juli 28 juli 21 juli (V)            | Antwerpen (Olympisch Stadion) Gentbrugge (Jules Ottenstadion) Spa (Stade de la Géronstère) Ukkel                  | Uitslagen |
| 1930 | 23 juni 6 juli 13 juli 13 juli (V)             | Rocourt (Stade Vélodrome Oscar Flèche) Antwerpen (Olympisch Stadion) Schaarbeek (Chazal Stadion) Woluwepark       | Uitslagen |
| 1931 | 5 juli 12 juli 19 juli 12 juli (V) 19 juli (V) | Rocourt (Stade Vélodrome Oscar Flèche) Antwerpen (Olympisch Stadion) Schaarbeek (Chazal Stadion) Schaarbeek Jette | Uitslagen |
| 1932 |                                                | | Uitslagen |
| 1933 | 9 juli                                         | Antwerpen (Olympisch Stadion)                                                                                     | Uitslagen |
| 1934 | 8 juli                                         | Antwerpen (Olympisch Stadion)                                                                                     | Uitslagen |
| 1935 | 7 juli                                         | Antwerpen (Olympisch Stadion)                                                                                     | Uitslagen |
| 1936 | 5 juli                                         | Antwerpen (Olympisch Stadion)                                                                                     | Uitslagen |
| 1937 | 25 juli                                        | Brussel (Heizelstadion)                                                                                           | Uitslagen |
| 1938 |                                                | Antwerpen (Beerschot)                                                                                             | Uitslagen |
| 1939 |                                                | Antwerpen (Beerschot)                                                                                             | Uitslagen |
| 1940 | 15 augustus (V)                                | Etterbeek (gemeentelijk stadion)                                                                                  | Uitslagen |
| 1941 | 3 augustus 15 augustus 27 juli (V)             | Antwerpen (Olympisch Stadion) Vorst (Joseph Mariënstadion) Etterbeek (gemeentelijk stadion)                       | Uitslagen |
| 1942 | 2 augustus 9 augustus 2 augustus (V)           | Antwerpen (Olympisch Stadion) Vorst (Joseph Mariënstadion) Etterbeek (gemeentelijk stadion)                       | Uitslagen |
| 1943 | 25 juli 1 augustus 25 juli (V)                 | Antwerpen (Olympisch Stadion) Vorst (Joseph Mariënstadion) Etterbeek (gemeentelijk stadion)                       | Uitslagen |
| 1944 | 30 juli (V)                                    | Etterbeek (gemeentelijk stadion)                                                                                  | Uitslagen |
| 1945 | 29 juli 5 augustus 29 juli (V)                 | Antwerpen (Olympisch Stadion) Vorst (Joseph Mariënstadion) Schaarbeek (Chazalstadion)                             | Uitslagen |
| 1946 | 28 juli 4 augustus 28 juli (V)                 | Antwerpen (Olympisch Stadion) Ukkel (De Ganzevijver) Etterbeek (gemeentelijk stadion)                             | Uitslagen |
| 1947 |                                                | | Uitslagen |
| 1948 |                                                | | Uitslagen |
| 1949 |                                                | | Uitslagen |
| 1950 |                                                | | Uitslagen |
| 1951 | 21, 22 juli                                    | Brussel | Uitslagen |
| 1952 | 28, 29 juni                                    | Antwerpen | Uitslagen |
| 1953 | 11, 12 juli                                    | Brussel | Uitslagen |
| 1954 | 7, 8 augustus                                  | Brussel | Uitslagen |
| 1955 | 9, 10 juli                                     | Brussel (Heizel)                                                                                                  | Uitslagen |
| 1956 | 4, 5 augustus                                  | Brussel (Heizel)                                                                                                  | Uitslagen |
| 1957 | 3, 4 augustus                                  | Brussel (Heizel)                                                                                                  | Uitslagen |
| 1958 | 2, 3 augustus                                  | Brussel (Heizel)                                                                                                  | Uitslagen |
| 1959 | 1, 2 augustus                                  | Brussel (Heizel)                                                                                                  | Uitslagen |
| 1960 | 30, 31 juli                                    | Brussel (Heizel)                                                                                                  | Uitslagen |
| 1961 | 29, 30 juli                                    | Brussel (Heizel)                                                                                                  | Uitslagen |
| 1962 | 14, 15 juli                                    | Brussel (Heizel)                                                                                                  | Uitslagen |
| 1963 | 28 juli                                        | Leuven (Sportcentrum)                                                                                             | Uitslagen |
| 1964 | 1, 2 augustus                                  | Brussel (Heizel)                                                                                                  | Uitslagen |
| 1965 | 7, 8 augustus                                  | Brussel (Heizel)                                                                                                  | Uitslagen |
| 1966 | 6, 7 augustus                                  | Brussel (Heizel)                                                                                                  | Uitslagen |
| 1967 | 5, 6 augustus                                  | Brussel (Heizel)                                                                                                  | Uitslagen |
| 1968 | 3, 4 augustus                                  | Brussel (Heizel)                                                                                                  | Uitslagen |
| 1969 | 2, 3 augustus                                  | Brussel (Heizel)                                                                                                  | Uitslagen |
| 1970 | 8, 9 augustus                                  | Brussel | Uitslagen |
| 1971 | 31 juli en 1 augustus                          | Brussel | Uitslagen |
| 1972 | 5, 6 augustus                                  | Brussel | Uitslagen |
| 1973 | 18, 19 augustus                                | Brussel | Uitslagen |
| 1974 | 2, 3, 4 augustus                               | Brussel | Uitslagen |
| 1975 | 8, 9, 10 augustus                              | Brussel | Uitslagen |
| 1976 | 20, 21, 22 augustus                            | Brussel | Uitslagen |
| 1977 | 8, 9, 10 juli                                  | Brussel | Uitslagen |
| 1978 | 4, 5, 6 augustus                               | Brussel (Heizel)                                                                                                  | Uitslagen |
| 1979 | 10, 11, 12 augustus                            | Brussel (Heizel)                                                                                                  | Uitslagen |
| 1980 | 9, 10 augustus                                 | Brussel | Uitslagen |
| 1981 | 8, 9 augustus                                  | Brussel | Uitslagen |
| 1982 | 7, 8 augustus                                  | Brussel | Uitslagen |
| 1983 | 23, 24 juli                                    | Brussel | Uitslagen |
| 1984 | 7, 8 juli                                      | Brussel | Uitslagen |
| 1985 | 3, 4 augustus                                  | Brussel | Uitslagen |
| 1986 | 9, 10 augustus                                 | Brussel | Uitslagen |
| 1987 | 31 juli, 1 & 2 augustus                        | Brussel | Uitslagen |
| 1988 | 2, 3, 4 september                              | Brussel | Uitslagen |
| 1989 | 28, 29, 30 juli                                | Leuven, Heverlee                                                                                                  | Uitslagen |
| 1990 | 8, 9 september                                 | Naimette-Xhovémont                                                                                                | Uitslagen |
| 1991 | 3, 4 augustus                                  | Brussel | Uitslagen |
| 1992 | 15, 16 augustus                                | Brussel | Uitslagen |
| 1993 | 24, 25 juli                                    | Brussel | Uitslagen |
| 1994 | 15, 16, 17 juli                                | Brussel | Uitslagen |
| 1995 | 15, 16 juli                                    | Oordegem | Uitslagen |
| 1996 | 10, 11 augustus                                | Oordegem | Uitslagen |
| 1997 | 5, 6 juli                                      | Brussel (Koning Boudewijnstadion)                                                                                 | Uitslagen |
| 1998 | 18, 19 juli                                    | Brussel | Uitslagen |
| 1999 | 17, 18 juli                                    | Brussel | Uitslagen |
| 2000 | 29, 30 juli                                    | Brussel | Uitslagen |
| 2001 | 30 juni, 1 juli                                | Brussel | Uitslagen |
| 2002 | 6, 7 juli                                      | Brussel | Uitslagen |
| 2003 | 9, 10 augustus                                 | Jambes | Uitslagen |
| 2004 | 10, 11 juli                                    | Brussel | Uitslagen |
| 2005 | 9, 10 juli                                     | Brussel | Uitslagen |
| 2006 | 8, 9 juli                                      | Brussel | Uitslagen |
| 2007 | 4, 5 augustus                                  | Brussel | Uitslagen |
| 2008 | 5, 6 juli                                      | Naimette-Xhovémont                                                                                                | Uitslagen |
| 2009 | 1, 2 augustus                                  | Oordegem | Uitslagen |
| 2010 | 17, 18 juli                                    | Brussel | Uitslagen |
| 2011 | 23, 24 juli                                    | Brussel | Uitslagen |
| 2012 | 16, 17 juni                                    | Brussel | Uitslagen |
| 2013 | 20, 21 juli                                    | Brussel | Uitslagen |
| 2014 | 26, 27 juli                                    | Brussel | Uitslagen |
| 2015 | 25, 26 juli                                    | Brussel | Uitslagen |
| 2016 | 25, 26 juni                                    | Brussel | Uitslagen |
| 2017 | 1, 2 juli                                      | Brussel | Uitslagen |
| 2018 | 7, 8 juli                                      | Brussel | Uitslagen |
| 2019 | 31 augustus, 1 september                       | Brussel | Uitslagen |
| 2020 | 15, 16 augustus                                | Brussel | Uitslagen |
| 2021 | 26, 27 juni                                    | Brussel | Uitslagen |
| 2022 | 24, 25, 26 juni                                | Gentbrugge (Wouter Weylandt Stadion)                                                                              | Uitslagen |
| 2023 | 29, 30 juli                                    | Assebroek (Sportcentrum Julien Saelens)                                                                           | Uitslagen |
| 2024 | 29, 30 juni                                    | Brussel | Uitslagen |
| 2025 | 2, 3 augustus                                  | Brussel | Uitslagen |